# Paul Guldin
Paul Guldin, rodným jménem Habakkuk Guldin (12. červen 1577, Mels, Švýcarsko – 3. listopad 1643, Štýrský Hradec) byl švýcarský kněz, astronom, fyzik a matematik, člen Jezuitského řádu.

## Život
Narodil se v rodině židovského původu, ale byl vychován jako protestant. Vyučil se zlatníkem a toto řemeslo pak provozoval v různých německých městech. Ve věku dvaceti let konvertoval ke katolicismu a vstoupil do jezuitského řádu. Změnil si přitom jméno z Habakkuk na Paul. V roce 1609 byl poslán do Říma, kde vyučoval matematiku na jezuitské škole. Stejné poslání měl později ve Štýrském Hradci. Nakonec byl poslán do Vídně, kde se stal profesorem matematiky na Vídeňské univerzitě. V roce 1637 se vrátil do Štýrského Hradce, kde v roce 1643 zemřel.

## Dílo
Nejvíce proslul formulováním tzv. Guldinovy věty (ve čtyřdílné práci Centrobaryca seu de centro gravitatis Trium specierum quantitatis continuae), která je též někdy nazývána Guldinova-Pappova věta (či teorém). Věta zní: „Objem rotačního tělesa je roven objemu hranolu, jehož podstava má stejný obsah jako rotující obrazec a jehož výška je rovna délce kružnice o poloměru rovném vzdálenosti těžiště rotujícího obrazce od osy rotace.“ Byla důležitá pro jeho úvahy o těžišti Země.
Kritice podrobil tzv. Cavalieriho princip Bonaventury Cavalieriho. V práci Refutatio Elenchi calendario Gregoriano Setho Calvisio conscripti (1618) obhajoval Gregoriánský kalendář, nedávno vyhlášený papežem, který byl předmětem mnoha kritik, zejména slavného Seta Calvisia. Guldin byl stoupencem Galilea Galileiho a vedl velmi živou korespondenci s Johannem Keplerem, která se však týkala spíš otázek náboženských, nikoli astronomických – Kepler hájil stanovisko protestantské, Guldin katolické. Svým vlivem u císaře však Guldin Keplerovi několikrát pomohl.